# Das Marsprojekt
『Das Marsprojekt』（火星計画）はヴェルナー・フォン・ブラウンによるSF小説。

## 概要
有人火星探査を題材としている。使用されている技術は1940年代の技術の延長にある技術で半導体を利用した高度な自動化装置は想定されておらず現在の視点からはやや時代錯誤的な点が見受けられる。特筆すべきは火星への大気圏突入に宇宙往還機のような有翼の宇宙船で滑空する点でパラシュートによる着陸が主流だった時代に斬新な着想だった。初版は1952年にドイツで出版され、1953年に英語版が出版された。フォンブラウンが執筆していた1940年代末はまだスプートニク・ショックが起きる前でフォンブラウン自身も暇を持て余しており、一般大衆の宇宙開発への関心が高くなく、それ故に宇宙開発の意義や重要性を啓蒙する目的があったとされる。

## ストーリー
7機の有人宇宙船と3機の補給船で構成される宇宙船団で構成され、火星軌道に入ると先遣隊が極地に着陸してその後、低緯度まで移動して滑走路を建設する構想だった。

## 科学考証
作中で提示される、宇宙船は有人式で当時はまだ高度な自動化が開発段階だったため、手動で操作する仕様が想定されていた。そのため、探検隊の人数が多く、彼らを支援するための補給船も複数従える構想だった。以前に描かれた惑星冒険ものはコンスタンチン・ツィオルコフスキーやヘルマン・オーベルトの作品を除き、大半は作家による想像で描かれて科学的な考察が不十分で荒唐無稽な作品が少なからずあったが、ロケット工学者として当時第一線で活躍していた著者の面目躍如で細部に至るまで科学的な考察がされていた。